# خولمسک
شهر خولمسک (به روسی: Холмск) در کشور روسیه و در اوبلاست ساخالین واقع شده‌است.